# Kikimora palustris
Genre
Espèce
Kikimora palustris, unique représentant du genre Kikimora, est une espèce d'araignées aranéomorphes de la famille des Linyphiidae.

## Distribution
Cette espèce se rencontre en Finlande et en Russie dans les districts de l'Oural, sibérien et extrême-oriental,.

## Description
Les mâles mesurent de 1,85 à 2,50 mm et les femelles de 2,38 à 2,63 mm.

## Publication originale
- Eskov, 1988 : Seven new monotypic genera of spiders of the family Linyphiidae (Aranei) from Siberia. Zoologičeskij Žurnal, vol. 67, p. 678-690.